# Hogy volt?!
A Hogy volt?! ismeretterjesztő műsor, melyet 2010-ben mutattak be. A műsor epizódjaiban a Magyar Televízió archívumából származó egykori televíziós felvételeket és produkciókat mutatnak be. Az MTV-retróműsor első epizódját 2010. január 9-én játszották az M1 televíziós csatornán, és kezdetben szombaton és vasárnap kora délután vetítettek le egy-egy részt. Később az M2, a Duna és a Duna World műsorán is megjelent.

## Leírása
A Hogy volt?! gyakorlatilag nem számít a kívánságműsorok kategóriájába, ugyanis nem egy-egy rövid részletet játszanak le a régi MTV-műsorokból, ehelyett gyakran hosszabb blokkokat idézve, sőt időnként teljes hosszúságukban, a főcímtől kezdve egészen a stáblistáig vetítik le az adott rész kiválasztott műsorait. A részenként változó játékidejű, körülbelül kétórás epizódokban négy-öt műsort is felidéznek alkalmanként. A stúdió műsorvezetői mindenkit vendégül látnak az adott produkciók egykori alkotói közül, aki még mesélhet a magyar televíziózás első ötven évéről. Az MTV-archívumra épülő összeállításban kizárólag eredeti formájukban jelenítik meg a kiválasztott felvételeket.
A 2010-ben indult beszélgetőműsor rendezői feladatait Keresztesi Zoltán, Komlós András, Nemlaha György, Déri Balázs és Varga Zs. Csaba látta el. A Hogy volt?! operatőrei Fazekas Bence és Halla József, a gyártásvezetésre Tóth Ferencet kérték fel. A műsor vezető szerkesztőjévé Nagy Györgyöt nevezték ki, a további szerkesztők között van Novák Erzsébet, Pável Ildikó, Mohácsi Szilvia, Sáska Péter és Csizmár Edina is. Az eredeti műsorvezetők Radványi Dorottya és Gaskó Balázs, valamint Sugár Ágnes és Gundel Takács Gábor voltak, a későbbi epizódok egy részét azonban Novodomszky Éva, Török Olivér és Nagy György vezető szerkesztő, valamint Bényi Ildikó és Bősze Ádám is vezette. A magyar köztelevízió egykori műsoraiból való válogatást a szintén a Magyar Televízió által futtatott, Főtér címet viselő, Magyarországot bemutató útifilmsorozat szerkesztői végezték.
Igyekszünk a nézők által már ismert, emlékezetes műsorokat jó arányban vegyíteni a méltatlanul elfelejtett, ám kiváló produkciókkal. Rendezői és előadóművészi életmű-összeállítások, tematikus válogatások mutatják be ezentúl minden hétvégén, hogy milyen gazdagok vagyunk. […] A műsorvezetők olyan televíziós személyiségek, akiknek nem kell lexikonokból utánajárniuk annak, hogy ki volt Zsurzs Éva, Takács Mari, Gyulai István vagy Czabarka György.